# Montaña de Riaño
Die Comarca Montaña de Riaño ist eine der zehn landwirtschaftlichen Comarcas in der Provinz León der autonomen Gemeinschaft Kastilien und León.
Sie umfasst 23 Gemeinden auf einer Fläche von 2.417,59 km² mit dem Hauptort Cistierna.

## Gemeinden
| Gemeinde                 | Einwohner (2024) | Fläche km² | Dichte Einw./km² | Cod INE | Postleitzahl |
| ------------------------ | ---------------- | ---------- | ---------------- | ------- | ------------ |
| Acebedo                  | 184              | 50,18      | 4                | 24001   | 24996        |
| Boca de Huérgano         | 426              | 291,84     | 1                | 24020   | 24911        |
| Boñar                    | 1.766            | 180,62     | 10               | 24021   | 24850        |
| Burón                    | 288              | 157,71     | 2                | 24025   | 24994        |
| Cármenes                 | 333              | 154,22     | 2                | 24037   | 24838        |
| Cistierna                | 2.905            | 97,61      | 30               | 24056   | 24800        |
| Crémenes                 | 512              | 153,12     | 3                | 24060   | 24980        |
| La Ercina                | 425              | 105,02     | 4                | 24068   | 24870        |
| Maraña                   | 111              | 33,57      | 3                | 24096   | 24996        |
| Matallana de Torío       | 1.228            | 73,45      | 17               | 24098   | 24836        |
| Oseja de Sajambre        | 226              | 73,31      | 3                | 24106   | 24916        |
| Posada de Valdeón        | 405              | 164,60     | 2                | 24116   | 24915        |
| Prioro                   | 349              | 48,98      | 7                | 24120   | 24885        |
| Puebla de Lillo          | 654              | 171,40     | 4                | 24121   | 24855        |
| Reyero                   | 128              | 26,20      | 5                | 24129   | 24856        |
| Riaño                    | 474              | 97,63      | 5                | 24130   | 24900        |
| Sabero                   | 1.021            | 24,94      | 41               | 24137   | 24810        |
| Valdelugueros            | 486              | 143,47     | 3                | 24177   | 24843        |
| Valdepiélago             | 308              | 56,81      | 5                | 24179   | 24847        |
| Valderrueda              | 821              | 160,78     | 5                | 24183   | 24882        |
| La Vecilla               | 378              | 44,29      | 9                | 24193   | 24840        |
| Vegacervera              | 258              | 34,89      | 7                | 24194   | 24836        |
| Vegaquemada              | 437              | 72,95      | 6                | 24199   | 24152        |
| Comarca Montaña de Riaño | 14.123           | 2.417,59   | 6                | –       | –            |